# دانشگاه فنی لولئو
دانشگاه فنی لولئو (به سوئدی: Luleå tekniska universitet) جزو ۱۵ دانشگاه برتر سوئد می‌باشد و وزارت علوم ایران این دانشگاه را جزو دانشگاههای ممتاز دسته بندی کرده است.